# Sainte-Marie-de-Cuines
Sainte-Marie-de-Cuines là một xã thuộc tỉnh Savoie trong vùng Auvergne-Rhône-Alpes ở đông nam nước Pháp.